# 春は短し恋せよ男子。
『春は短し恋せよ男子。』（はるはみじかしこいせよだんし）は、椎葉ナナによる日本の漫画作品。『マーガレット』（集英社）にて、2018年7号から2019年10・11合併号まで連載された。
2023年4月より、美 少年の岩﨑大昇、那須雄登、藤井直樹、金指一世主演でテレビドラマが日本テレビで放送された（後述）。

## 登場人物
日高 太陽（ひだか たいよう）
高校2年生、帰宅部。
皆月 青（みなづき あお）
高校2年生、帰宅部。
織田 偉人（おだ いくと）
高校2年生、帰宅部。
志倉 刀磨（しくら とうま）
高校2年生、帰宅部。
橘 柊（たちばな ひいらぎ）
高校2年生、帰宅部。
真壁 梨香（まかべ りか）
高校2年生。
皆月 紅（みなづき べに）
青の姉。人気モデル。

## 書誌情報
- 椎葉ナナ 『春は短し恋せよ男子。』 集英社〈マーガレットコミックス / マーガレットコミックスDIGITAL〉、全4巻
  1. 2018年6月25日発売[2][集 1]、ISBN 978-4-08-844054-5
  2. 2018年9月25日発売[集 2]、ISBN 978-4-08-844094-1
  3. 2019年1月25日発売[集 3]、ISBN 978-4-08-844154-2
  4. 2019年5月24日発売[集 4]、ISBN 978-4-08-844198-6

## テレビドラマ
2023年4月25日（24日深夜）から6月27日（26日深夜）まで、日本テレビ系「シンドラ」枠で放送された。主演は美 少年の岩﨑大昇、那須雄登、藤井直樹、金指一世。

### キャスト

#### 主要人物
日高太陽
演 - 岩﨑大昇（美 少年 / ジャニーズJr.）
皆月青
演 - 那須雄登（美 少年 / ジャニーズJr.）
織田偉人
演 - 藤井直樹（美 少年 / ジャニーズJr.）
志倉刀磨
演 - 金指一世（美 少年 / ジャニーズJr.）

#### 周辺人物
橘柊
演 - 永瀬莉子
真壁梨香
演 - 香音
皆月紅
演 - 鈴木ゆうか

#### その他
日高朱莉（ひだか あかり）
演 - 山崎紘菜
太陽の姉。
皆月夏（みなづき なつ）
演 - 奥田恵梨華
青の母。

#### ゲスト
石田
演 - ほしのディスコ（パーパー）（第1話）
太陽たちの同級生。
保健室の先生
演 - 横内亜弓（第2話・第3話）
向井
演 - もう中学生（第3話 - 第5話・最終話）
太陽たちのクラスの担任教師。
杉山
演 - 小宮璃央（第5話・第6話）
梨香の中学の同級生。梨香が想いを寄せる、人気者。
米田
演 - 佐藤流司（第7話・第8話）
紅のマネージャー。
バスの運転手
演 - 福島善成（ガリットチュウ）（最終話）
先生
演 - 尾形貴弘（パンサー）（最終話）

### スタッフ
- 原作 - 椎葉ナナ『春は短し恋せよ男子。』（集英社マーガレットコミックスDIGITAL刊）
- 脚本 - 政池洋佑[4]
- 音楽 - 近谷直之[4]
- 主題歌 - 美 少年（ジャニーズJr.）「奇跡が起きるとき」[5]
- 演出 - 後藤庸介、大倉寛子、松永洋一[7]
- 編成 - 鈴木淳一、藤澤季世子、明石広人[7]
- プロデューサー - 諸田景子、杉山葉香、坪ノ内俊也[7]
- チーフプロデューサー - 三上絵里子、島本講太[7]
- 制作協力 - AX-ON、R.I.S Enterprise
- 製作著作 - 日本テレビ、ジェイ・ストーム

### 放送日程
| 放送回 | 放送日  | サブタイトル                  | 演出     |
| ------ | ------- | ----------------------------- | -------- |
| #1     | 4月25日 | この世で一番怖いのは女子だ    | 後藤庸介 |
| #2     | 5月02日 | 俺が初恋!?告白!?              | 後藤庸介 |
| #3     | 5月09日 | 甘えるってなんですか?         | 大倉寛子 |
| #4     | 5月16日 | 付き合うって何?会議           | 大倉寛子 |
| #5     | 5月23日 | 好き≠キス                     | 後藤庸介 |
| #6     | 5月30日 | 好きって何だよ?               | 大倉寛子 |
| #7     | 6月06日 | はじめてのデート              | 松永洋一 |
| #8     | 6月13日 | 年上と「普通」の僕の恋        | 松永洋一 |
| #9     | 6月20日 | 親友と好きな人、どっちを取る? | 後藤庸介 |
| #10    | 6月27日 | やっぱり男同士サイコー!       | 後藤庸介 |

| 日本テレビ シンドラ                           | 日本テレビ シンドラ                              | 日本テレビ シンドラ                      |
| 前番組                                        | 番組名                                           | 次番組                                   |
| --------------------------------------------- | ------------------------------------------------ | ---------------------------------------- |
| すきすきワンワン! （2023年1月24日 - 3月28日） | 春は短し恋せよ男子。 （2023年4月25日 - 6月27日） | 紅さすライフ （2023年7月25日 - 9月26日） |

### 集英社
以下の出典は集英社内のページ。書誌情報の発売日の出典としている。
1. ↑  “春は短し恋せよ男子。 1”. 集英社. 2023年3月20日閲覧。
2. ↑  “春は短し恋せよ男子。 2”. 集英社. 2023年3月20日閲覧。
3. ↑  “春は短し恋せよ男子。 3”. 集英社. 2023年3月20日閲覧。
4. ↑  “春は短し恋せよ男子。 4”. 集英社. 2023年3月20日閲覧。